# Долоковка
Долоковка — село в Неклиновском районе Ростовской области.
Входит в состав Поляковского сельского поселения.

## Население
| 2010 |
| ---- |
| 508  |

## Улицы
| - пр. Набережный, - ул. Новая, - ул. Октябрьская, | - ул. Петровская, - ул. Степная, - ул. Чехова. |

## Известные уроженцы
- Шляхтин, Владимир Иванович (1940—2003) — советский и российский государственный и военный деятель, генерал-полковник.